# Anthoptilum
Anthoptilum Kölliker, 1880 è un genere di ottocoralli dell'ordine Pennatulacea. È l'unico genere della famiglia Anthoptilidae.

## Descrizione
Comprende specie coloniali dalla caratteristica forma a frusta, con polipi non retrattili e privi di calice, disposti biserialmente.

## Tassonomia
Comprende le seguenti specie:
- Anthoptilum decipiens Thomson & Henderson, 1906
- Anthoptilum gowlettholmesae Williams & Alderslade, 2011
- Anthoptilum grandiflorum (Verrill, 1879)
- Anthoptilum lithophilum Williams & Alderslade, 2011
- Anthoptilum malayense Hickson, 1916
- Anthoptilum murrayi Kölliker, 1880